# Copa da Austrália de Futebol
A Copa da Austrália de Futebol (em inglês: Australia Cup), anteriormente conhecida como FFA Cup, é um torneio profissional de futebol realizado na Austrália. Em 2014, foi realizado a primeira edição desse torneio, sendo disputado com mais de 631 equipes, sendo que 599 equipes já eram eliminadas na fase preliminar. O campeão foi o Adelaide United F.C, após bater o Perth Glory FC por 1–0. O torneio é atualmente disputado no sistema de mata-mata. A competição é realizada pela Football Australia, anteriormente conhecida como Football Federation Australia até o ano de 2020.
A Copa da Austrália compreende equipes da primeira divisão, A-League Men (conhecida simplesmente como A-League antes da temporada 2021-22), bem como as de níveis inferiores no sistema de ligas de futebol australiano. As equipes entram em etapas progressivas, com as rodadas classificatórias culminando com a competição propriamente dita, começando com as oitavas de final. Cada federação membro com base em estados e territórios recebe uma alocação de equipe para entrar na competição principal, juntando clubes da A-League. Inicialmente, todas as equipes masculinas da A-League entraram na Rodada de 32; após a última expansão da liga, as oito melhores equipes entram nas oitavas de final, enquanto os play-offs são realizados entre as quatro equipes de classificação mais baixa para as duas vagas finais de qualificação.
A partir de 2021, o vencedor da competição também se qualifica para uma das vagas dos play-offs da Liga dos Campeões da AFC de 2022 e em 2022, a Copa da AFC de 2023-24, ao menos que Wellington Phoenix seja campeão do torneio.
O Adelaide United é o maior campeão com três títulos. O Melbourne Victory é o atual campeão depois de derrotar o Central Coast Mariners na final em 2021.

## Títulos
| Ranking | Time                    | Títulos | Anos dos títulos | Vices      |
| 1       | Adelaide United         | 3       | 2014, 2018, 2019 | 2017       |
| 2       | Melbourne Victory       | 2       | 2015, 2021       | 0          |
| 3       | Sydney FC               | 1       | 2017             | 2016, 2018 |
| 4       | Melbourne City          | 1       | 2016             | 2019       |
| 5       | Macarthur Football Club | 1       | 2022             |            |
| ------- | ----------------------- | ------- | ---------------- | ---------- |

## Formato
A competição propriamente dita é um torneio eliminatório de 32 equipes. Em caso de empate após os 90 minutos, o tempo extra é jogado, seguido de uma disputa de pênaltis, se necessário. Em algumas rodadas preliminares, os jogos podem ir direto para os pênaltis se empatados aos 90 minutos.
Até a edição de 2019, todas as equipes da A-League entraram nas oitavas de final. A partir de 2021, apenas os oito melhores clubes da A-League Men da temporada anterior ganham qualificação automática, com as quatro equipes restantes sujeitas a um play-off série para as duas posições restantes.
A partir de 2022, um sorteio aberto para cada rodada é feito das oitavas de final até as semifinais, com preferência em casa para os clubes das federações membros, onde são sorteados contra a oposição da A-League. Em 2021, houve um sorteio restrito para as oitavas de final e as oitavas de final, divididas em diferentes zonas geográficas para minimizar os requisitos de viagem. Em anos anteriores, o sorteio foi feito para garantir que haveria alguma progressão dos clubes da federação membro para as rodadas posteriores, incluindo um clube da federação membro garantido para fazer a semifinal. O Wellington Phoenix tem restrições adicionais impostas por ser um time sediado na Nova Zelândia e deve jogar todas as suas partidas na Austrália, fora de casa.

### Final
A final inaugural da FFA Cup de 2014 foi realizada no meio da semana na terça-feira, 16 de dezembro de 2014, a fim de minimizar o impacto na programação da temporada 2014–15 da A-League, já interrompida pela Austrália sediando a Copa da Ásia de 2015. Para o ano seguinte, a final da FFA Cup de 2015 foi disputada em um final de semana livre de outros jogos da A-League de 2015–16, para "enfatizar a importância da final". De 2016 a 2019, a final foi realizada no meio da semana.

## Troféu
Após o fim da final, a equipe vencedora é presenteada com um troféu, conhecido como "FFA Cup Trophy", que manterá até a final do ano seguinte.
O troféu é uma grande taça de estilo tradicional com uma semelhança intencional com o troféu histórico da outra Austrália Cup, que decorreu de 1962 a 1968. A taça em si é feita de latão soldado a prata, banhado a ouro de 24 quilates e prata de lei. Tem duas alças, cada uma com o emblema da Federação Australiana de Futebol inscrito nos cantos internos. Também inscrito na taça está o desenho da taça e as palavras FFA Cup. O troféu apresenta duas bolas de futebol, uma como base da taça e outra como guarnição, bem no topo da tampa da taça.
O "FFA Cup Trophy" foi criado pela D3 Design, que também desenhou os talheres da A-League, W-League e NPL Champions.

## Patrocínio
Em sua temporada inaugural, a FFA Cup se juntou a um parceiro oficial de direitos de nomeação. Em 2014, o Westfield Group foi anunciado como patrocinador das três primeiras temporadas do torneio da copa, conhecido para fins comerciais como "Westfield FFA Cup".
Entre 2014 e 2016, a Umbro forneceu bolas para todas as partidas da FFA Cup. A FFA Cup Match Ball, a Umbro Neo 150 Elite, foi especialmente projetada para a competição. Entre 2017 e 2019, a Mitre forneceu a Mitre Delta Hyperseam como a bola oficial da FFA Cup após uma votação pública para selecionar entre três designs de bola alternativos. Após o cancelamento da competição de 2020, a Mitre apresentou o Mitre Delta Max para a FFA Cup de 2021.

## Premiações individuais

### Medalha Mark Viduka
O prêmio dado ao melhor jogador da partida na final da Australia Cup de cada ano.
| Ano  | Jogador                  | Clube                                   | Notas  |
| ---- | ------------------------ | --------------------------------------- | ------ |
| 2014 | Sergio Cirio             | Adelaide United                         | [ 22 ] |
| 2015 | Kosta Barbarouses        | Melbourne Victory                       | [ 23 ] |
| 2016 | Bruno Fornaroli          | Melbourne City                          | [ 24 ] |
| 2017 | Adrian Mierzejewski      | Sydney FC                               | [ 25 ] |
| 2018 | Craig Goodwin            | Adelaide United                         | [ 26 ] |
| 2019 | Al Hassan Toure          | Adelaide United                         | [ 27 ] |
| 2020 | competição não realizada | competição não realizada                |        |
| 2021 | Jake Brimmer Kye Rowles  | Melbourne VictoryCentral Coast Mariners | [ 28 ] |

### Medalha Michael Cockerill
Com o nome do falecido ex-jornalista e radialista, a Medalha Michael Cockerill reconhece o melhor desempenho de um clube no torneio da federação membro.
| Ano  | Jogador                  | Clube                    | Notas  |
| ---- | ------------------------ | ------------------------ | ------ |
| 2018 | Elvis Kamsoba            | Avondale FC              | [ 29 ] |
| 2019 | Fraser Hills             | Brisbane Strikers        | [ 30 ] |
| 2020 | competição não realizada | competição não realizada |        |
| 2021 | Finn Beakhurst           | Queensland Lions         | [ 31 ] |